# Ri Hak-son
Ri Hak-son (ur. 12 sierpnia 1969) – północnokoreański zapaśnik w stylu wolnym. Złoty medalista olimpijski z Barcelony 1992 w kategorii 52 kg. Jak wszyscy sportowcy z tego kraju, uczestniczył tylko w wybranych zawodach, których nie zbojkotował rząd Korei Północnej.
Srebrny medalista mistrzostw świata w 1989. Najlepszy na mistrzostwach Azji w 1988 i 1992, drugi w 1993, trzeci w 1991 roku.